# Oortov oblak
Oortov oblak (včasih ga imenujejo Öpik-Oortov oblak) je domnevno območje kometov, oddaljeno od Sonca okoli 50.000 do 100.000 a.e. (približno na 1.000 kratni razdalji Plutona od Sonca). Do sedaj ga neposredno niso opazili, vendar so na podlagi opazovanj kometnih tirov ugotovili, da je po vsej verjetnosti izvor večine kometov, ki vstopajo v notranje predele Osončja. Nekateri kratkoperiodični kometi izvirajo tudi iz Kuiperjevega pasu.
Leta 1932 je Ernst Julius Öpik predlagal za izvor kometov krožeč oblak na robu Osončja. Jan Hendrik Oort je leta 1950 uporabil njegovo zamisel in s takšnim oblakom pojasnil navidezno nasprotje, da se kometi pri prehodu skozi notranje predele Osončja uničujejo in bi morali biti že vsi uničeni, če obstajajo že od nastanka Osončja. Po teoriji Oortov oblak vsebuje več milijonov stabilnih kometnih jeder, saj je na tej razdalji Sončevo sevanje šibko. Iz oblaka prihajajo novi kometi in zamenjujejo že uničene.
Oortov oblak je ostanek meglice, ki je razpadla in tvorila Sonce in planete pred približno petimi milijardami let, in je šibko vezana na Osončje. Verjamejo, da imajo druge zvezde lastne Oortove oblake. Zunanji deli oblakov dveh bližnjih zvezd se lahko včasih prekrivajo, kar povzroča, da se komet napoti v notranje predele zvezdine okolice.